# Timmy Simons
Timmy Simons (11 de desembre de 1976) és un exfutbolista belga. In 2012, at age 36, Simons was both the outfield player with the most minutes and the most kilometres in the Bundesliga.

## Selecció de Bèlgica
Va formar part de l'equip belga a la Copa del Món de 2002.

## Referències

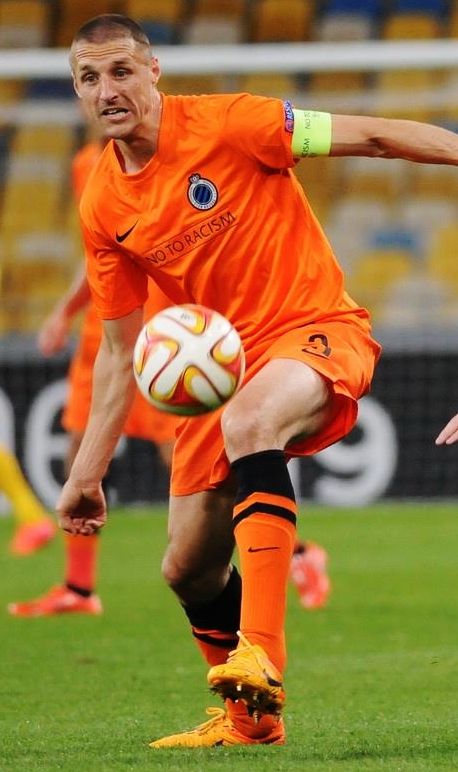
Simons al Club Brugge l'abril de 2015.